# Horst Weber (Fertigungstechniker)
Horst Weber (* 4. September 1925 in Dresden) ist ein deutscher Professor für Fertigungstechnik und ehemaliger Rektor der Technischen Universität Chemnitz.

## Leben
Am 21. Januar 1943 beantragte Weber die Aufnahme in die NSDAP und wurde zum 20. April desselben Jahres aufgenommen (Mitgliedsnummer 9.354.438). Nach dem Abschuss einer Lehre als Maschinenschlosser im Jahr 1944 und anschließendem Abitur studierte Weber an der
Technischen Hochschule Dresden.
Er promovierte 1958 mit dem Thema Verfahrensbedingte Profilfehler beim Fräsen und Schleifen von Gewinden mit im Axialschnitt geraden Flanken. Danach arbeitete er von 1959 bis 1963 auf dem Gebiet der Projektierung von Betriebsanlagen und der Fertigungsvorbereitung in der chemischen Industrie und hielt zugleich Vorlesungen an der TH Dresden zum Thema Werkzeuge der spanenden Formung.
1963 wurde er zum Professor für spanende Fertigung und Fertigungsgestaltung an die Technische Hochschule Karl-Marx-Stadt berufen.
Dort habilitierte Weber 1968 zum Thema Grundlagen der Mechanik der Spanentstehung. Im Jahr 1969 wurde er Prorektor für Forschung, und von 1973 bis 1982 war er Rektor der Technischen Hochschule Karl-Marx-Stadt.
Weber war seit 1975 Korrespondierendes Mitglied und seit 1989 Ordentliches Mitglied der Akademie der Wissenschaften der DDR. Anschließend wurde er 1993 Mitglied der Leibniz-Sozietät der Wissenschaften zu Berlin.
Am 6. April 1983 wurde Weber zum Ehrensenator der TU Chemnitz ernannt. 1989 verlieh ihm die Technische Hochschule Zwickau die Ehrendoktorwürde.
Im Jahr 1990 wurde er emeritiert.
Horst Weber lebt in Chemnitz.

## Veröffentlichungen (Auswahl)
- Horst Weber (Hrsg.): Grundlagen des Spanens, Verlag Technik, Berlin, 1986, ISBN 3-341-00038-0.
- Horst Weber, W. Plätzer, Walter Hiebsch: Schlag- und Rundfräsen: Neue Arbeitsmethoden, Verlag Technik, Berlin, 1955.